# Караслица
Караслица — река в России, протекает в Гусь-Хрустальном районе Владимирской области. Левый приток Бужи.

## География
Река Караслица берёт начало в районе деревни Кузьмино. Течёт на юго-запад и впадает в Бужу западнее деревни Мокрое. Устье реки находится в 5,2 км по левому берегу реки Бужа. Перед впадением Караслица протекает через озеро Спуднинское.
Длина реки составляет 14 км, площадь водосборного бассейна — 103 км².

## Данные водного реестра
По данным государственного водного реестра России относится к Окскому бассейновому округу, водохозяйственный участок реки — Ока от водомерного поста у села Копоново до впадения реки Мокша, речной подбассейн реки — бассейны притоков Оки до впадения Мокши. Речной бассейн реки — Ока.
Код объекта в государственном водном реестре — 09010102312110000026313.

## Галерея

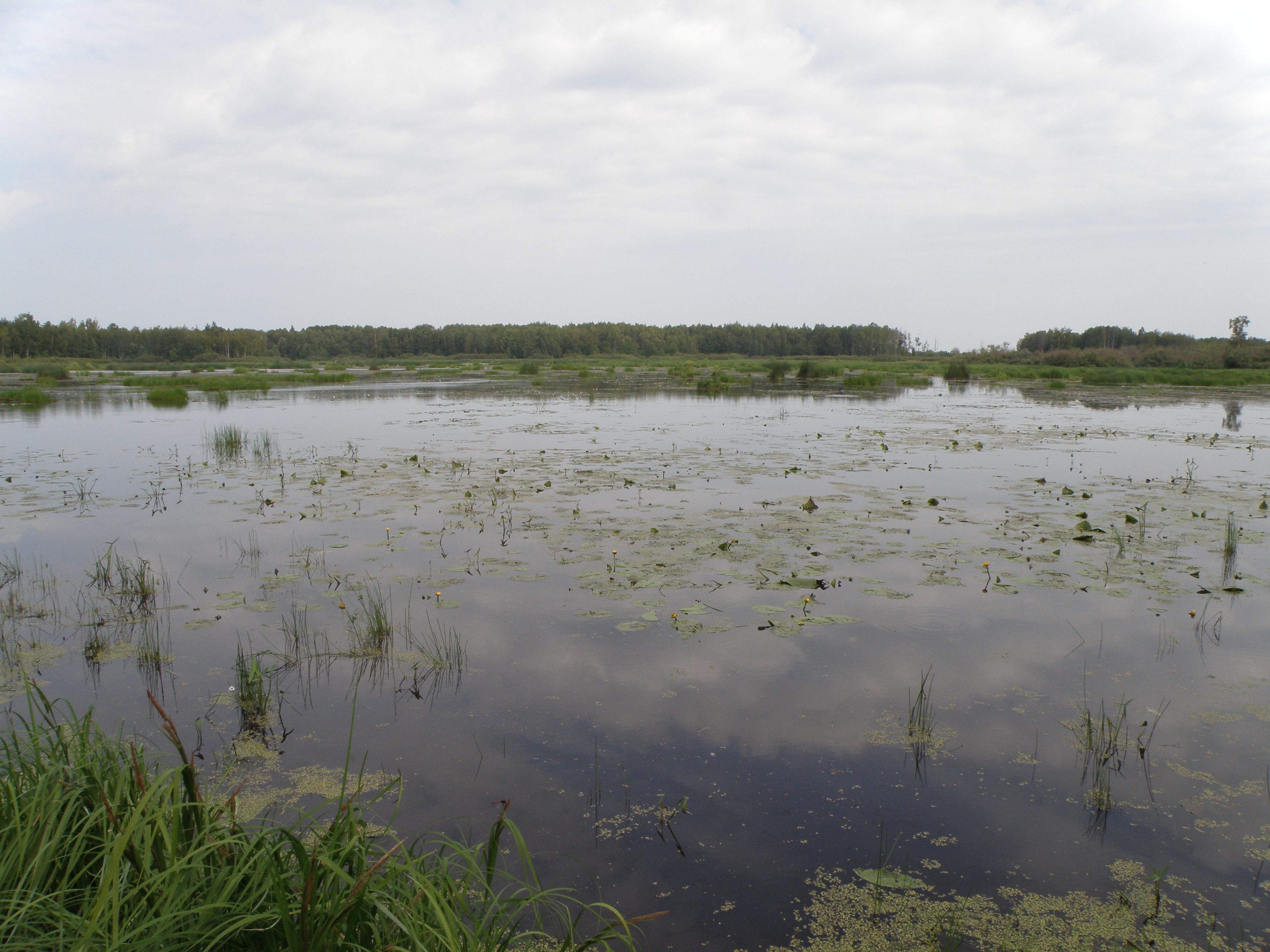
Озеро Спуднинское, через которое протекает Караслица
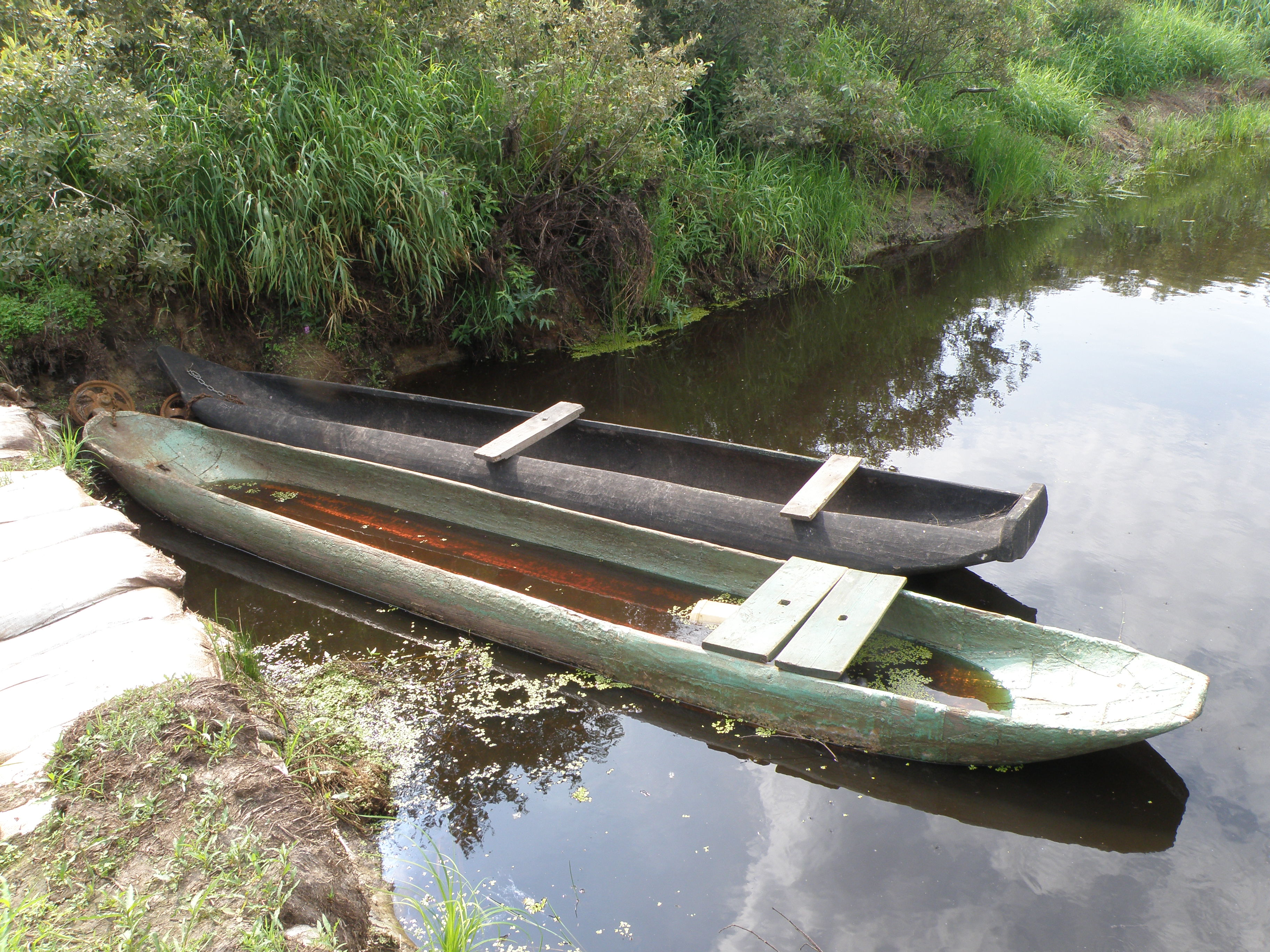
Традиционные мещёрские долблёнки на Караслице (близ устья)